# 裴梅镇
裴梅镇，是中华人民共和国江西省上饶市万年县下辖的一个乡镇级行政单位。

## 行政区划
裴梅镇下辖以下地区：
汪家村、裴家村、江源村、荷桥村、黄圳村、彭家村、雅岗村、塘边村、富林村、龙港村、东源村和葛茅坞村。